# Nouveau Business
Nouveau Business è il secondo album in studio di Winning Jah da solista, pubblicato il 22 luglio 2016.

## Tracce
| #  | Titolo                         | Produttori                 | Collaboratori | Durata |
| -- | ------------------------------ | -------------------------- | ------------- | ------ |
| 1  | Coat of many colour            | Alberto Macerata /Play Snc |               | 5:10   |
| 2  | Homeless World                 |                            |               | 4:19   |
| 3  | Mr Big Man                     | Alberto Macerata /Play Snc |               | 3:19   |
| 4  | Reasons                        |                            |               | 3:27   |
| 5  | Deep Sea                       | Alberto Macerata /Play Snc |               | 3:07   |
| 6  | To Whom It May Concern         |                            |               | 3:01   |
| 7  | Mr Cock                        | Alberto Macerata /Play Snc |               | 4:22   |
| 8  | Coat of Many Colour [Acoustic] | Alberto Macerata /Play Snc |               | 5:07   |
| 9  | Mr Big Man [Acoustic]          | Alberto Macerata /Play Snc |               | 3:28   |
| 10 | Deep Sea [Acoustic]            | Alberto Macerata /Play Snc |               | 3:08   |
| 11 | Mr Cock [Acoustic]             | Alberto Macerata /Play Snc |               | 4:08   |

## Singoli
- To Whom It May Concern

## Formazione
- Nigeria King of Reggae (voce)
- Mario (chitarra)
- Luca (basso)
- Luca (batteria)
- Charlon Twostar (tastiere)
- Adekunle Sax (tromba)
- Federica (seconda voce)
- Oscar Doglio Sanchez  (violoncello)